# Oligoryzomys destructor
Oligoryzomys destructor là một loài động vật có vú trong họ Cricetidae, bộ Gặm nhấm. Loài này được Tschudi mô tả năm 1844.